# Scotomera caesarealis
Scotomera caesarealis is een vlinder uit de familie snuitmotten (Pyralidae). De wetenschappelijke naam is voor het eerst geldig gepubliceerd in 1891 door Ragonot.
De soort komt voor in Europa.